# Hirasa austeraria
Hirasa austeraria là một loài bướm đêm trong họ Geometridae.